# Витебские губернские ведомости
«Ви́тебские губе́рнские ве́домости» — официальная правительственная газета на русском языке, которая издавалась с 1838 года по 23 декабря 1917 года в Витебске (Российская империя), официальный орган Витебского губернского правления.
По распоряжению императора с 1838 года в сорока губернских городах стали выходить свои «Губернские ведомости»: 38 еженедельных и 2 ежедневных. Они создавались для быстрейшего обнародования распоряжений центральных и губернских властей. Для заведования редакцией газеты и публикаций, при губернском правлении учреждался Газетный стол под управлением редактора «Витебских губернских ведомостей», на которого возлагалось также и управление типографией.
До 1898 года это была единственная витебская газета.
Газета состояла из официальной части — распоряжений и приказов по Витебской губернии, и неофициальной части, которая содержала труды по истории, географии, этнографии и статистике Витебской губернии. В неофициальной части газеты, как правило, публиковались материалы из Витебского статистического комитета. Выпуск Витебских губернских ведомостей плодотворно отразился на разработке местной истории и на доведении информации до населения. Редакция издательства губернских ведомостей находилась в здании на Смоленской (Ленина) улице города Витебска.
Витебские губернские ведомости издавались два раза в неделю, печаталась в Витебской губернской типографии.

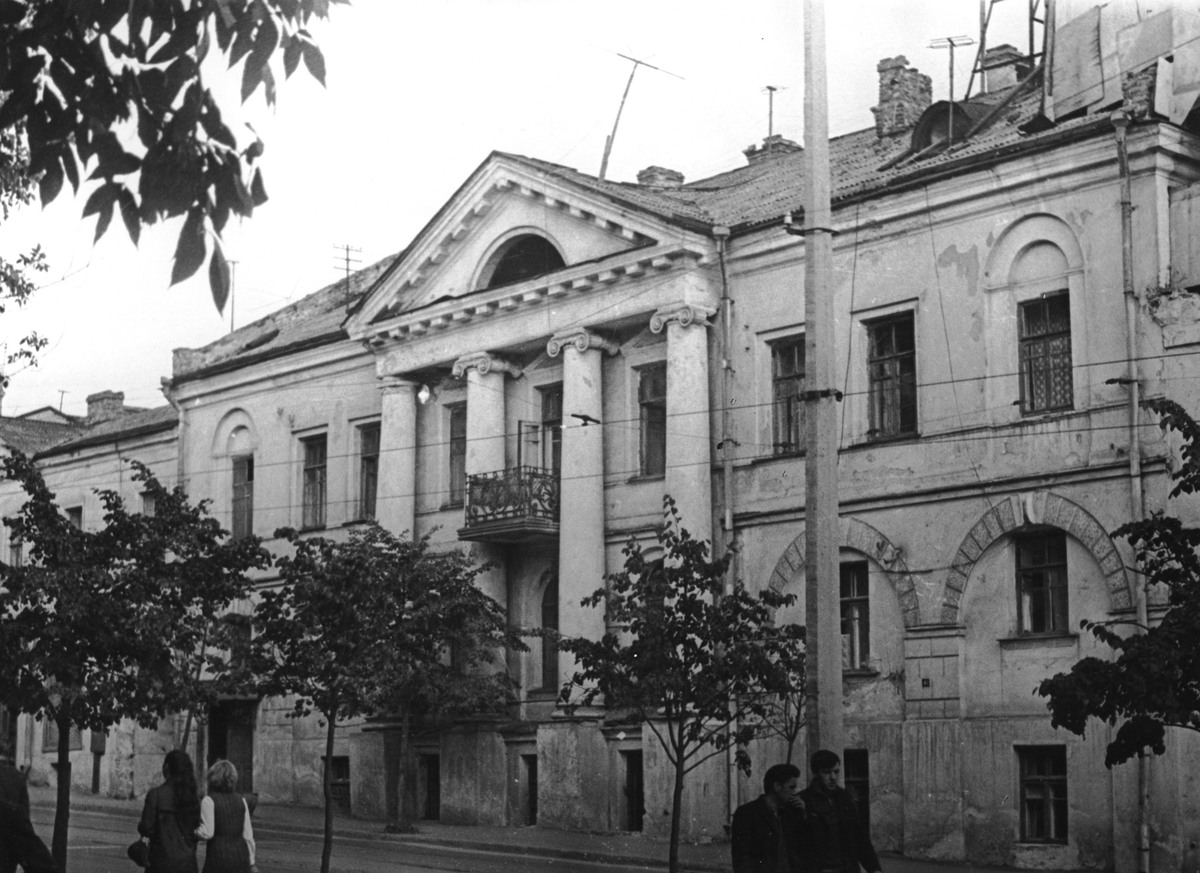
Здание губернской типографии и редакции «Витебских губернских ведомостей». Примерно 1950-е годы.

## 1838 — 1850
В этот период изданием и редактированием газеты занимались учителя, из них же выбирали чиновника Газетного губернского комитета. Цензорами были губернаторы и вице-губернаторы.
До 1863 года «Ведомости» выходили раз в неделю по пятницам, позже по субботам, малым широким форматом, примерно А-4. Страница разделялась на две широкие колонки. Шапка названия украшена гербом Витебска.
Первые три-четыре страницы «Официальная часть» постановления, отпечатанные крупным шрифтом.
Затем «Особые статьи» от двух до десяти страниц (с 1848 года их количество могло достигать 27 страниц). Местные губернские распоряжения в отношении конкретных лиц и групп. Первое время «Особые статьи» были в виде отдельных рукописных листов, внизу каждого стояла подпись вице-губернатора Михайлова.
Далее шли «Прибавления к "Витебским губернским ведомостям"». В №1 1840 года было объявлено, что «Часть не Официальная будет именоваться прибавлелнием к Губернским ведомостям». Первоначально 1-2 печатные страницы с информацией кто приехал и кто выехал из Витебска, по каким ценам можно купить продукты и товары первой необходимости, какой курс золота и серебра. Страница была разделена на две колонки, сверху шапка газеты, но без герба.
Этот раздел также делился на две части.
«Часть I» должна была включать в себя известия о чрезвычайных происшествиях, о фабриках, рыночных ценах и курсах, об изобретениях новшествах сельского хозяйства, учебных заведениях, некрологи известных людей.
«Часть II» отдавалась под частные объявления, продажа, награждения и перемещения по службе, вызовы кредиторов.
Эти части также назывались «Отдел первый» и «Отдел второй».
С №1 1848 года «Прибавления к Ведомостям» разбиты на «Отдел второй. Часть официальная.» (указы сената) и «Отдел второй. Часть неофициальная.» (сообщения о пожарах, падежах скота, убийства, а также стихи и бытовые советы).
Благодаря губернатору князю С. А. Долгорукову газета внешне и стилистически приобрела облик столичных изданий.
В этом году в неофициальной части впервые появляются публикации, подписанные редактором «Редактор Л. Веймарн» (до 1864 года до А. Сементовского, больше никто не подписывался как редактор). В 1849 году издание «приглашает всех любознательных гг. помещиков и обывателей Витебской губернии... присылать в редакцию статьи».

## 1851 — 1863
После 1850 года резко ужесточившуюся цензур неофициальной части Ведомостей осуществлял Цензурный комитет. Цензура усилилась по всей империи в связи с европейскими революциями 1848 года. Во второй половине 1855 года цензора Лебедева сменил старший учитель гимназии Ф. Коновалов.
В это время в газете публиковались объёмные образовательные программы для учащихся.
С 1857 года началась эпоха либеральных реформ Александра II, «гласность» стала государственной политикой.
С 1858 года из номера в номер печатались публицистические публикации Ксенофонта Говорского на исторические темы, по истории религии, древние акты ВКЛ. В 1857—1858 годах К. А. Говорский был редактором Ведомостей, с конца 1859 до конца 1860 года руководил Губернским статистическим комитетом. Начиная с 1859 года становится постоянной его редакторская статья «г. Витебск», фактически он стал первым репортером в газете.
В январе 1863 года началось восстание по восстановлению Речи Посполитой. В мае генерал-губернатором Северо-Западного края был назначен М. Н. Муравьев. Несмотря на репрессии на страницах газет публиковались острые, антиправительственные материалы, часто изложенные в иносказательной форме.

## 1863 — 1872
В декабре 1863 года «Неофициальная часть» вышла из подчинения губернского комитета и переподчинена Губернскому статистическому комитету, вокруг которого консолидировалась местная интеллигенция. С №46 1863 до июня 1873 года её редактирует А. М. Сементовский секретарь Статистического комитета, его фактический руководитель, хотя формально председателем являлся губернатор.
По факту это было самостоятельное издание, газета в газете, ориентированное на гласность и финансовую независимость (на газету стали собирать пожертвования).
Редактором Официальной части оставался Ф. Серебрянников, проработавший им уже более десяти лет. Кроме того в Неофициальной части постепенно формируется отдел «Епархиальных известий», со своим отдельным редактором, законоучителем гимназии Д. Преображенским.
В 1864 году газета выходит два раза в неделю. Неофициальная часть (примерно 12 страниц) составляет треть номера. Эти части Ведомостей отличаются не только стилистически, но и внешне. Редакция выписала себе красивый и четкий шрифт.
В этот период печатаются следующие авторы: В. Волкович, профессор П. Л. Дружиловский, М. Кусцинский, Д. Лебедев, И. Николич, И. Поливен, Д. Преображенский, К. Ренельт, А. Сазонов, А. Сементовский, иеромонах Сергий, священник Василий, Ф. Слупский, А. Смирягин, П. Терлецкий, Н. Тихомиров, чубарев и другие.
Популярные рубрики: «Материалы для истории», «Журнал Витебского губернского статического комитета», «Отчет...».
С 1864 года в газете стали печатать «Ответы редакции» на присылаемую почту.
В конце 1865 года газета перешла с малого на большой формат. Официальная и неофициальная информация печатаются в одном номере без обособления. Начали применять многоколонную вёрстку, мелкие нетрадиционные шрифты, бумага стала качественнее. Возросло количество краткой телеграфной информации из самых различных мест.
В 1867 году усилилась цензура. Редакторы Официальной части Ведомостей стали меняться: А. Смирягин (1868-1870), А. Кенигсон (1871), А. Ключарев и Н. Тихомиров (1872). Издание стало сухим и официозным, шесть страниц большого формата. Периодичность упала с двух раз в неделю, до одного.

## Середина 1873 — середина 1892 годов
С июня 1873 по декабрь 1875 года Неофициальную часть редактирует Д. А. Лебедев, работник губернского правления. В начале 1873 года редактор Официальной части «Ведомостей», на этой должности его сменил А. Ф. Ключарев.
С конца 1873 года неофициальная часть стала более объёмной, примерно 10 страниц, разбитых на 4 колонки. Вся основная информация печатается мелким шрифтом (миньон). В 1874 году «Ведомости» издаются два раза в неделю.
Кроме появления новых разнообразных шрифтов, увеличился объём рекламы. Иногда она занимает целую страницу (последнюю). Рекламу набирают крупным кеглем, украшают виньетками. Впервые в Ведомостях помещают картинки.
Газета начинает выплачивать гонорары авторам. Публицистика отошла на второй план, более востребованы стали информационные материалы, часто с сенсационной подачей. С 1875 года «Судебная хроника» идёт отдельной популярной рубрикой.
Сам Лебедев ведет авторскую рубрику «По части сельского хозяйства».
В 1876 — 1884 годах вновь усиливается цензура. Со второй половины 1875 года официальную часть редактирует М. И. Пряников столоначальник губернского правления, а неофициальную И. П. Орлов. С апреля 1876 года единым редактором газеты стал надворный советник Матвей Пряников.
Реклама исчезла, авторские статьи и мнения корреспондентов тоже. В неофициальной части публикуют протоколы заседаний Общества витебских врачей и Общества витебских сельских хозяев. Официальная часть печатает длинную «Полюбовную сказку» (в значении «соглашение», «согласие») — о детальном размежевании земель в Витебской губернии.
В 1879 — 1882 годах много внимания уделяется криминальной хронике.
С октября 1885 года по январь 1887 года редактором был князь Н. Н. Мещерский: «и начальником газетного стола губернского правления, с возложением на него обязаностей заведующаго типографиею», окончил Киевский университет, 07.01.1887—04.03.1888 возглавлял Витебский губернский статистический комитет.
Цензура ослабла. В №4 1886 года официальная часть занимает только одну колонку из четырех на первой странице газеты (всего в номере четыре страницы). Вновь появилась коммерческая реклама. Отдельным приложением выходит «Прибавление к №4». В нём напечатаны вызовы к торгам, продажи имений, объявления судебных приставов и т. п.
Вырос интеллектуальный уровень материалов. С Ведомостями вновь стала сотрудничать местная интеллигенция. Впервые появились публикации А. П. Сапунова, в то время преподавателя мужской гимназии. Наряду с научными историческими статьями печатается и актуальная местная информация, причем, стилистически тексты не отличаются, все они написаны ясным современным языком.
Много краткой информации телеграфных агентств. Постоянными рубриками стали: «Известия из уездов», «Судебная хроника» (перешла от тона победных реляций к стилю детектива), «Придворная хроника», «Библиография», «Смесь» (в ней появились анекдоты, хотя совсем недавно считалось, что даже стихи портили имидж официального издания), «Разные известия» (авторский пересказ зарубежных публикаций).
С 1887 года редактором «Витебских ведомостей» стал В. С. Сафонов. Подписку принимают не только в Газетном столе губернского правления, но и в доме Рабиновича по улице Смоленской. Здесь теперь располагается редакция. Снова исчезает местная информация из неофициальных источников, увеличивается официоз и заимствования, зачастую устаревшие, вернулась православная тематика, хотя появилась и театральная рубрика.
От упадка газету спасло «Северного телеграфное агентство», с которым в 1888 году губернское правление «наладило проволочное сообщение». Появляется много интересной информации. В 1889 году «Телеграммы от Северного телеграфного Агентства» выходят иногда ежедневно, отдельным листком, как особое приложение. По этой схеме печатался в 1906 году «Витебский курьер» братьев Нейманов.
В 1889 году внешний облик «Ведомостей» изменился. В одном издании объединены три самостоятельных газеты. «Телеграммы...», которые подписывает А. Ключарев, сплошная телеграфная информация. Неофициальная часть под редакцией Сафонова выходит под шапкой «Неофициальный отдел Витебских Губернских ведомостей» на 4 страницах. Официальная часть на 2-4 страницах подписывается вице-губернатором Р. В. Депрерадовичем (в должности 30.04.1887—19.05.1893). Интерес к газете резко упал из-за отсутствия собственных корреспондентов и авторским материалов.
В №58 1890 года сообщалось о перемещения редакции и губернской типографии из дома Рабиновича по Смоленской в дом Меерзона по Дворцовой улице, где находились Приказ Общественного Призрения и Витебский статистический комитет.

## 1892 — 1905
С мая 1892 года по май 1906 года редактором Ведомостей и начальником Газетного стола был Игнатий Пилин.
Неофициальная и официальная часть выходят единым изданием, дополняя друг друга.
В 1894 году периодичность два раза в неделю. Разделение частей строго по источнику информации: от чиновников или нет. Официальная часть (2-4 страницы) имеет Общий отдел, Местный отдел, Торговые объявления. Её подписывает вице-губернатор Е. А. Мамчич (в должности 19.05.1893—08.08.1898). Неофициальная часть (4-7 страниц) тоже делит «Местные известия» и «Внутренние известия».
Качественный уровень материалов вырос. Газета превратилась в литературное издание с научными публикациями. Авторами в то время были М. В. Довнар-Запольский (опубликовал поэму Тарас на Парнасе со своим историко-литературным введением), В. Стукалич, И. Я. Спрогис, Н. В. Битна-Шляхто, Д. И. Довгялло, И. Д. Горбачевский, Н. Я. Никифоровский, Н. Вакуловский, М. Лобода, Ф. Леонтович и другие. Они жили в разных городах: Вильно, Москве, Минске, но их объединял интерес к белорусскому языку, этнографии, истории, причем на профессиональном научном уровне. Первая публицистическая статья в «Ведомостях» на белорусском языке была опубликована в 1896 году.
Собственные корресподенты у газеты есть в Кронштадте, Велиже, Невеле, Полоцке; публикуются корреспонденции из Вильно, Риги, Смоленска. Материалы самые разнообразные: статистика, вопросы образования, здравоохранения, национальные, экономические, государственные и частные извещения, музыкальные обзоры, критическая рубрика «Витебский театр», деятельность городского хозяйства. Штат редакции превышал 50 человек. Формально журналисты не являются штатными сотрудниками, но они получают гонорар за статьи.
В это время общественного подъёма в Витебске стала выходить газета Общества витебских сельских хозяев «Витебский Листок». Выходила с 3 января 1898 по 21 марта 1899 сначала 2 раза, затем 4 раза в неделю. Закрыта цензурой из-за остроты материалов.
В №1 1897 года Губернское правление оповещает
Статьи официальной части имеют для всех присутственных мест и должностных лиц своей губернии равную силу с указами и сообщениями губернского правления, ... никакое з сих мест и лиц не может отговариваться неведением того, что было объявлено официально через Губернские Ведомости
С 1897 года газета выходила три раза в неделю.
В 1899 году цензура стала минимальной газета выходит ежедневно. В 1899—1900 годах Официальная часть исчезла. Осталась одна редакция неофициальной части. Даже скромная рубрика «Официальный отдел» появляется редко.
Но уже начиная с 1901 года по понедельникам стала вновь выходить обособленная официальная часть Ведомостей. Вместо Игнатия Пилина «И. д. начальника газетного стола» стал М. И. Пилин.
1894 — 1905 это годы расцвета газеты: высокий профессиональный уровень публикаций, достойный статус журналиста, авторитетный орган влияющий на общественное мнение в регионе, популярность у публики и прямая обратная связь с читателями, мягкое официальное давление, консолидирующее единый коллектив.
17 октября 1905 года всероссийская стачка дошла и до Витебска. Это вылилось в уличные беспорядки со стрельбой. 17 октября в Витебске началась забастовка. На улицы вышли отряды радикальной молодежи, которые останавливали работу предприятий, мастерских и магазинов. На углу Гоголевской улицы возле собора после окончания богослужения из толпы был застрелен городовой Максим Яковлев. Патрули открыли ответную стрельбу по толпе (были убиты Залман Хейфец, Янкель Шавера и др.). Вечером того же дня толпы призывников-новобранцев разгромили девять магазинов на Смоленской и Замковой улицах. 18 октября на Смоленской улице возле губернской типографии собралась толпа, требовавшая прочтения царского манифеста 17 октября. Начался митинг. Казачий караул пытался разогнать его нагайками, а потом открыл стрельбу. В результате 7 человек было убито и 4 ранено. В тот же день в Витебске состоялась 20-тысячная демонстрация протеста. 18 октября был обнародован либеральный Манифест Николая II.

## 1906 — 1917
В №1 1906 года редакция известила, что оставляет за собой только официальный отдел, выходивший по понедельникам, а вместо неофициального отдела, издававшегося ежедневно (кроме дней после праздничных) начинает выходить «Витебский голос» — независимый прогрессивный орган, который поставил себе целью настойчивое проведение в жизнь мирным путем великих начал, провозглашенных Манифестом 17 октября 1905 года (Извещение // ВГв. — 1906. — № 1). Редактором новой газеты стал бывший редактор неофициального отдела М. И. Пилин.
С мая 1906 года функции редактора стал исполнять П. Стрельцов. Потеряв неофициальную часть вместе с авторским коллективом, газета оказалась в кризисе. Интерес к изданию пропал, номера выходят с перерывами. Хотя рубрика «Часть неофициальная» сохранилась, в ней публикуются отчёты собраний губернского правления и административные объявления.
В январе 1907 года редактором «Ведомостей» был композитор и преподаватель Александровской мужской гимназии М. В. Анцев. Газета выходила по понедельникам и четвергам.
С 6 января 1907 года возобновилось ежедневное издание самостоятельной неофициальной части. Редактором её стал А. П. Сапунов. С позиции историка и ученого он пытался остудить радикализм оппозиционных настроений, которые часто в местных условиях переходили от критики правительства к критике русского народа. При этом в публикациях Сапунова и его единомышленников не было никакого великорусского шовинизма. Наоборот, делался упор на национальные особенности белорусской культуры и уникальности белорусского края.
Весной 1907 года Витебское губернское правление для разъяснительной работы в преддверии выборов во II Государственную Думу Российской империи организовало издание «Народного листка» — воскресного приложения к неофициальному отделу «Ведомостей». Всего вышло 8 номеров приложения. Редактором «Листка» был А. П. Сапунов, №№ 4—5 — М. В. Анцев.
В июне 1907 года газета «Витебский голос» была закрыта цензурой из-за радикализма.
В 1908—1911 годах неофициальная часть «Ведомостей» выходила ежедневно. Редакторы постоянно менялись: М. Анцев, П. Манцевич, П. Кудрявцев, Г. Ягненко, Н. Сталевский.
С 1908 года в официальной газете начали появляться сообщения о перемещениях по госслужбе и других значимых событиях, начинавшиеся со слов «Мы слышали…», а к 1912 года рубрика «Факты и слухи» стала постоянной. Доступ к информации для редакции был ограничен. Часть официальная практически исчезла, эту рубрику в неофициальной части представляют единичные новости, но и связь с интеллигенцией редакция постепенно утрачивает, качество материалов снижается.
Начиная с 1908 года, а в 1909—1912 годах окончательно, реклама вытеснила с первой страницы все другие материалы.
Летом 1912 года в № 146 редакция сообщила, что «с 1 июля издание ежедневной неофициальной части прекращается, и будет выходить один только официальный отдел 2 раза в неделю по средам и субботам». Одновременно открыта подписка на новую ежедневную частную газету «Витебский вестник». Как и в 1906 году, организатором новой газеты был коллектив «Витебских ведомостей».
Редактором «Вестника» стал советник губернского правления А. М. Великотный, позднее — П. В. Кудрявцев и Н. И. Сталевский. В 1908—1911 годах они поочерёдно редактировали неофициальную часть «Ведомостей», а в 1912—1917 годах являлись начальниками газетного стола губернского правления или редакторами официальной части «Ведомостей». Фактически одни и те же люди выпускали номера двух разных газет.
Но, в целом, губернское правление уже не пыталось, возродить, поднять уровень «Витебских губернских ведомостей», даже коммерческая реклама из газеты исчезла.
С конца 1916-го и в 1917 году «Витебские ведомости» выходили нерегулярно. Март — 4 номера, апрель — 2, май — 5 номеров. Хотя предполагалось 2 раза в неделю. Редактором в 1917 году был исполняющий должность начальника газетного стола Н. Сталевский. Адрес редакции улица Смоленская, 27. Г. ц. 3 руб.
23 декабря 1917 года вышел последний номер газеты.

## Редакторы
Редакторами Витебских губернских ведомостей являлись:
- в 1850—60 годы — Ф. И. Серебренников;
- в 1861—1879 годы — А.Смирягин, А. М. Сементовский, Д. А. Лебедев, А. Ф. Ключарев, И. П. Орлов, М. И. Пряников;
- в 1880—1886 годы — кн. Н. Н. Мещерский;
- С 1905-1912 М. В. Анцев
- с 1887 год — В. С. Сафонов.

## Авторы и сотрудники
- Ксенофонт Говорский
- Александр Пщёлко
- Иван Горбачевский